# Бургау (Германия)
Бургау (нем. Burgau) — город в Германии, в земле Бавария.
Подчинён административному округу Швабия. Входит в состав района Гюнцбург. Население составляет 9290 человек (на 31 декабря 2010 года). Занимает площадь 25,92 км². Официальный код — 09 7 74 121.